# Eneadecágono
En geometría, un eneadecágono o nonadecágono es un polígono con 19 lados y 19 vértices.

## Propiedades
Un eneadecágono tiene 152 diagonales, resultado que se puede obtener aplicando la ecuación general para determinar el número de diagonales de un polígono, {\displaystyle D=n(n-3)/2}; siendo el número de lados {\displaystyle n=19}, se tiene que:
{\displaystyle D={\frac {19(19-3)}{2}}=152}.
La suma de todos los ángulos internos de cualquier eneadecágono es 3060 grados o {\displaystyle 17\pi } radianes.

## Eneadecágono regular

Un eneadecágono regular y sus ángulos principales

Un eneadecágono regular es el que tiene todos sus lados de la misma longitud y todos sus ángulos internos iguales. Cada ángulo interno de un eneadecágono regular mide aproximadamente 161,05º o exactamente {\displaystyle 17\pi /19} rad. Cada ángulo externo del eneadecágono regular mide aproximadamente 18,95º o exactamente {\displaystyle 2\pi /19} rad.
El perímetro P de un eneadecágono regular puede calcularse multiplicando la longitud t de uno de sus lados por diecinueve (el número de lados n del polígono).
{\displaystyle P=n\cdot t=19\ t}
Su área A se calcula a partir de la longitud del lado t con la siguiente fórmula: 
{\displaystyle A={\frac {19(t^{2})}{4\tan({\frac {\pi }{19}})}}\simeq 28,4652\ t^{2}}
donde {\displaystyle \pi } es la constante pi y {\displaystyle \tan } es la función tangente calculada en radianes. 
Si se conoce la longitud de la apotema a del polígono, otra alternativa para calcular el área es:
{\displaystyle A={\frac {P\cdot a}{2}}={\frac {19(t)\ a}{2}}}

## Construcción
Como 19 es un número primo de Pierpont pero no un número de Fermat, el eneadecágono regular no puede ser construido usando solamente regla y compás. Sin embargo, se puede construir utilizando neusis o un dispositivo trisector de ángulos.

Eneadecágono regular, construcción exacta usando la cuadratriz según Hippias como ayuda adicional

Construcción aproximada de un eneadecágono inscrito en una circunferencia

Otra animación de una construcción aproximada.

Eneadecágono, construcción aproximada como animación, con pausa de 15 s

Basado en el círculo unitario r = 1 [unidad de longitud]
- Longitud del lado del eneadecágono mostrado en GeoGebra {\displaystyle a=0.329189180561468...\;} [unidad de longitud]
- Longitud lateral del eneadecágono {\displaystyle a_{real}=2\cdot \sin \left({\frac {180^{\circ }}{19}}\right)=0.329189180561467788...\;} [unidad de longitud]
- Error absoluto de la longitud del lado construida {\displaystyle F_{a}=a-a_{real}=2.12...E-16\;} [unidad de longitud]
- Ángulo central del eneadecágono construido en GeoGebra {\displaystyle \mu =18.94736842105263...^{\circ }}
- Ángulo central del eneadecágono {\displaystyle \mu _{real}={\frac {360^{\circ }}{19}}=18.947368421052631578...^{\circ }}
- Error absoluto del ángulo central construido {\displaystyle F_{\mu }=\mu -\mu _{real}=-1.578...E-15^{\circ }}

Ejemplo para ilustrar el error:
En un radio r = 1000 millones de km (una distancia que a la luz le costaría recorrer unos 55 minutos) el error absoluto de la longitud del lado construido sería de aproximadamente 0,21 mm.

## Simetría

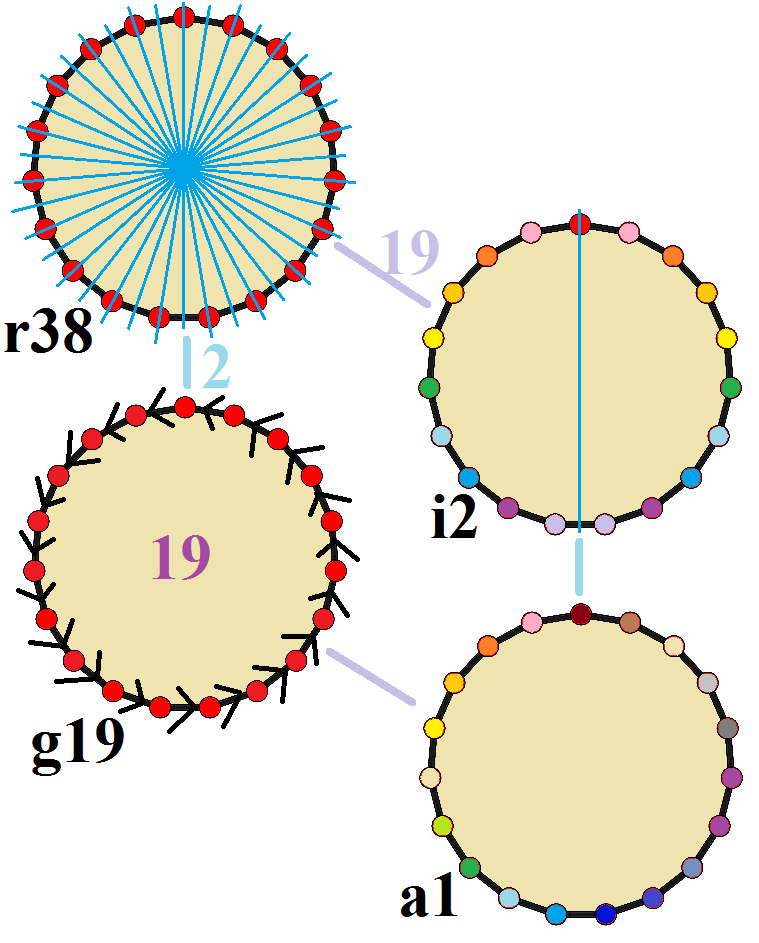
Simetrías de un eneadecágono regular. Los vértices están coloreados por sus posiciones de simetría. Los ejes de simetría azules se dibujan a través de vértices y lados. El orden de giro se anota en el centro

El enedecágono regular posee simetría diedral Dih19 de orden 38. Dado que 19 es un número primo, existe un subgrupo con simetría diedral: Dih1, y 2 simetrías cíclicas: Z19 y Z1. Estas 4 simetrías se pueden ver en 4 tipos de formas de simetría distintas de eneadecágono. 
John Conway clasificó estas simetrías usando una letra y el orden de la simetría a continuación. Asignó la letra r al grupo de simetría de la figura regular; y en el caso de los subgrupos utilizó la letra d (de diagonal) para las figuras con ejes de simetría solo a través de sus vértices; p para figuras con ejes de simetría solo a través de ejes perpendiculares a sus lados; i para figuras con ejes de simetría tanto a través de vértices como a través de centros de lados; y g para aquellas figuras solo con simetría rotacional. Con a1 se etiquetan aquellas figuras con ausencia de simetría. Los tipos de simetrías más bajos permiten disponer de uno o más grados de libertad para definir distintas figuras irregulares. Solo el subgrupo g19 no tiene grados de libertad, pero puede verse como un grafo dirigido. (Véase un ejemplo en la Teoría de grupos de John Conway)

## Polígonos relacionados
Un eneadecagrama es un estrella (figura geométrica) de 19 lados. Hay ocho formas regulares dadas por Símbolo de Schläflis: {19/2}, {19/3}, {19/4}, {19/5}, {19/6}, {19/7}, {19/8} y {19/9}. Dado que 19 es primo, todos los eneadecagramas son estrellas regulares y no figuras compuestas.
| Imagen          | {19/2}    | {19/3}    | {19/4}    | {19/5}    |
| Ángulo interior | ≈142.105° | ≈123.158° | ≈104.211° | ≈85.2632° |
| Imagen          | {19/6}    | {19/7}    | {19/8}    | {19/9}    |
| Ángulo interior | ≈66.3158° | ≈47.3684° | ≈28.4211° | ≈9.47368° |

### Polígonos de Petrie
El eneadecágono regular es el polígono de Petrie para un politopo de mayor dimensión, proyectado oblicuamente:
| símplex (18D) |